# Pseudotriccus simplex
Pseudotriccus simplex е вид птица от семейство Tyrannidae.

## Разпространение
Видът е разпространен в Боливия и Перу.